# Jan Chtiej
Jan Chtiej (nascido em 9 de dezembro de 1937) é um ex-ciclista polonês. Competiu representando as cores da Polônia na prova de estrada (individual e por equipes) nos Jogos Olímpicos de Verão de 1960, em Roma.